# Vilnius' Domkirke
Vilnius' Domkirke (litauisk: Vilniaus Šv. Stanislovo ir Šv. Vladislovo arkikatedra bazilika) er den vigtigste romerskkatolske domkirke i Litauen. Kirken ligger i Vilnius gamle bydel, ved Domkirkepladsen i Vilnius (litauisk: Katedros aikštė). Den er hjertet i det katolske åndelige liv i Litauen.
Kroninger af Grand Dukes Litauen fandt sted inden for sit begrænser. Inde sine krypter og katakomber er begravet mange berømte mennesker fra litauiske og polske historie, herunder Vytautas (1430), hans kone Anna (1418), hans bror Sigismund (Žygimantas) (1440), hans fætter Švitrigaila (1452), Saint Casimir (1484) , Alexander Jagiellon (1506), og to hustruer Sigismund II Augustus: Elisabeth af Habsburg (1545) og Barbara Radziwiłł (1551). Hjertet i den polsk-litauiske konge Władysław IV Vasa blev begravet der på hans død, selvom resten af hans krop er begravet på Wawel-katedralen i Kraków.
Indvendigt er der mere end fyrre kunstværker fra det 16. gennem det 19. århundrede, herunder freskomalerier og malerier i forskellige størrelser. Under restaureringen af katedralen blev Altre en formodet hedensk tempel og den oprindelige gulv, der under regeringstid af kong Mindaugas, udækket. Desuden blev resterne af katedralen bygget i 1387 også placeret. Et kalkmaleri fra slutningen af det 14. århundrede blev den ældste kendte fresco i Litauen, fundet på væggen i en af domkirkens underjordiske kapeller.
Under det sovjetiske regime oprindeligt katedral blev omdannet til et lager. Masserne blev fejret igen starter i 1985, selv om katedralen stadig officielt blev kaldt "The galleri af billeder" på det tidspunkt. I 1989 var dens status som en katedral genoprettet.
54°41′9″N 25°17′16″Ø / 54.68583°N 25.28778°Ø